# Gualtério de Rosières
Gualtério de Rosières (em francês: Gauthier de Rosières) foi um cavaleiro franco que participou na Quarta Cruzada e tornou-se o primeiro senhor da Baronia de Ácova no Principado da Acaia centrado na península do Peloponeso, Grécia. Ele aparece pela primeira vez em 1228/1230 numa lista de feudatários e segundo a Crônica da Moreia ele teria sido o construtor da fortaleza de Ácova ou Mategrifo. Gualtério faleceu seu filhos ca. 1273.